# ガスパーロ・ディ・ベルトロッティ

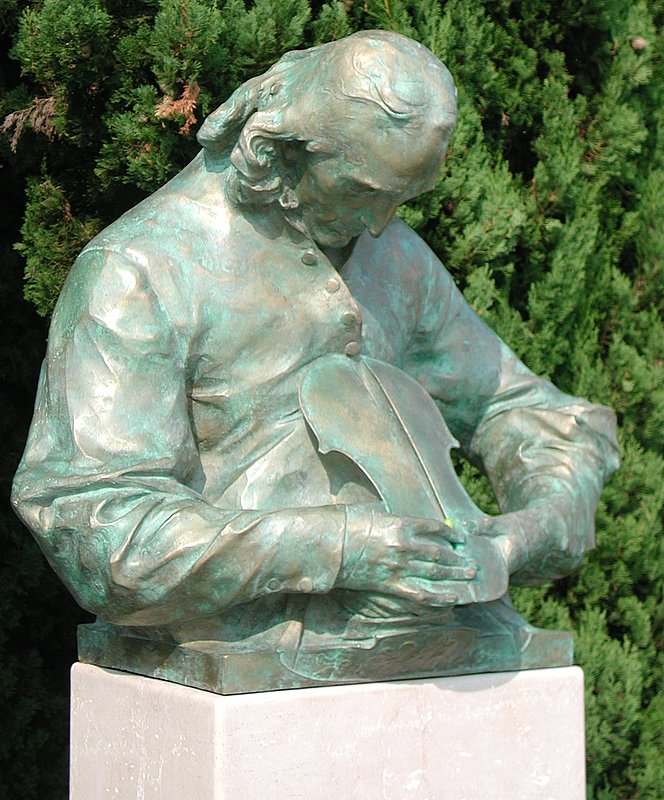
ガスパロ・ディ・ベルトロッティ

ガスパロ・ディ・ベルトロッティ(Gasparo di Bertolotti)またはガスパロ・ダ・サロ (Gasparo da Salò, 1540年5月20日 - 1609年4月14日) は、現在までに記録が残っている初期のヴァイオリンの製作者の一人である。イタリアのガルダ湖周辺のサロに手工芸品を営む家庭に生まれる。
彼は、ヴァイオリンを寸法的にも完璧なものとしたが、当時は標準的なサイズではなかった。彼と同時期のヴァイオリン製作家は、ガスパール・ティーフェンブルッカー(w:Gasparo Duiffopruggar)、アンドレア・アマティ（Andrea Amati, 1505年頃 - 1580年以前）がいる。
彼の残したヴァイオリンは少数で、多くの時間をヴィオラ・ダ・ガンバやコントラバスの製作に費やした。
1609年、ブレシアで生涯を閉じた。